# 顶体蛋白酶
顶体蛋白酶（英語：acrosomal protease，EC 3.4.21.10）是一种位于精子头部顶体内层质膜上的膜结合性丝氨酸蛋白酶。在精子获能前，顶体蛋白酶处于酶原状态且没有活性的，去获能因子在子宫和输卵管中被一些酶水解除去，顶体蛋白酶因而被激活，溶解顶体膜基质继而溶解卵子透明带。